# ChAI-1
Die ChAI-1 (russisch ХАИ-1) war ein in den 1930er Jahren eingesetztes sowjetisches Verkehrsflugzeug.

## Entwicklung
Entwickelt und gebaut wurde es 1932 unter Leitung von Iossif Grigorjewitsch Neman von einer Gruppe Studenten im Luftfahrtinstitut Charkow (ChAI = Charkowski Awiazionny Institut/харковский авиационный институт). Eine Parallelentwicklung einer zweiten Studentengruppe war die ChAI-2, die etwas konventioneller ohne Einziehfahrwerk auskam, letztlich aber nicht gefertigt wurde.
Die Konstruktion bestand vollständig aus Holz in Tiefdecker-Bauweise mit einziehbarem Fahrwerk. Es war das erste Muster seiner Art in Europa, das ein einziehbares Fahrwerk besaß. Am 8. Oktober 1932 flog der Prototyp erstmals. Die Serienproduktion begann 1934 und endete 1937 nach 43 gebauten Exemplaren.
Die ChAI-1 war das erste sowjetische Flugzeug, dessen normale Serienversion schneller als 300 km/h war. Eingesetzt wurde sie bis zum Beginn des Großen Vaterländischen Krieges unter anderem auf der Flugstrecke Moskau–Simferopol.
Abgeleitet wurde eine ebenfalls in Serie gebaute Militärausführung unter der Bezeichnung R-10.

## Technische Daten
| Kenngröße             | Daten                                                 |
| --------------------- | ----------------------------------------------------- |
| Konzeption            | Verkehrsflugzeug                                      |
| Konstrukteur          | Iossif Grigorjewitsch Neman                           |
| Besatzung             | 1                                                     |
| Passagiere            | 6                                                     |
| Länge                 | 15,7 m                                                |
| Spannweite            | 19,4 m                                                |
| Flügelfläche          | 52,0 m²                                               |
| Flügelstreckung       | 7,2                                                   |
| Leermasse             | 4100 kg                                               |
| Startmasse            | 6700 kg                                               |
| Triebwerk             | ein luftgekühlter 9-Zylinder-Sternmotor Schwezow M-63 |
| Startleistung         | 705 kW (ca. 960 PS)                                   |
| Höchstgeschwindigkeit | 360 km/h                                              |
| Dienstgipfelhöhe      | 9000 m                                                |

## Segler
Ein weiteres im Luftfahrtinstitut Charkow konstruiertes Flugzeug mit der Bezeichnung ChAI-2 war ein zweisitziger Motorsegler mit einem 14-PS-Hilfsantrieb. Entwickelt wurde er von P. I. Schischow. Der Erstflug fand 1936 statt.